# Gunnarn
Gunnarn (umesamisch Viertá) ist eine Ortschaft (småort) in der Gemeinde Storuman der schwedischen Provinz Västerbottens län und der historischen Provinz Lappland.
Der gleichnamige Hauptort der Gemeinde, Storuman, ist etwa 30 Kilometer entfernt. Auf halbem Weg dorthin wird die Ortschaft Barsele passiert. Gunnarn besitzt einen Bahnhof an der Bahnstrecke Hällnäs–Storuman, Personenzüge gibt es allerdings auf dieser Strecke nicht mehr. Auf dem Gemeindegebiet etwa fünf Kilometer südlich von Gunnarn befindet sich der Flugplatz Storuman.
1732 verbrachte Carl von Linné einige Zeit in Gunnarn. Der Ort hieß bis 1897 Bastuträsk – nicht zu verwechseln mit dem Ort Bastuträsk in der Gemeinde Norsjö – und fiel mit über 200 Einwohnern noch bis zum Jahr 2005 in die Kategorie tätort.

## Galerie

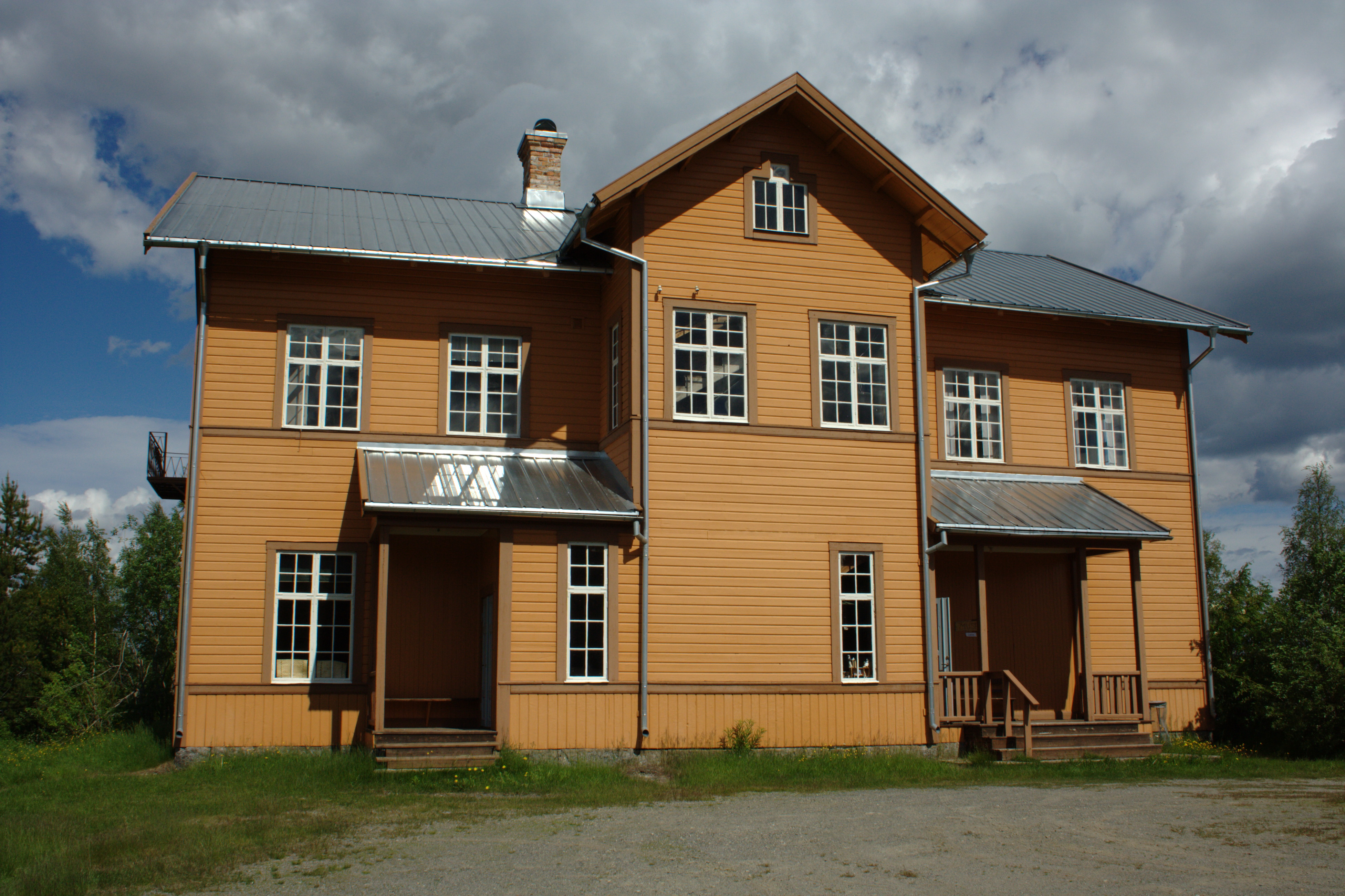
Altes Schulhaus
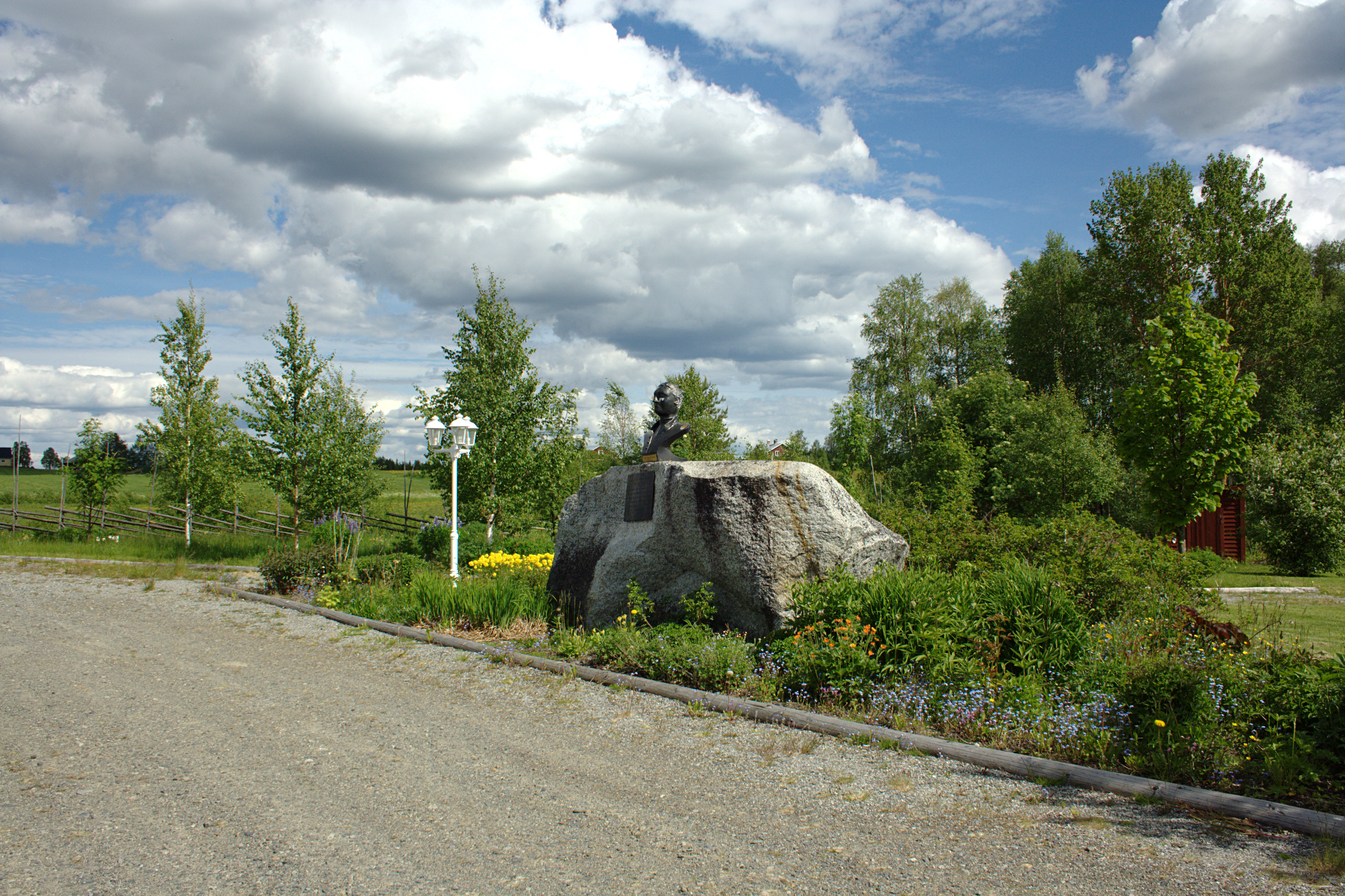
Linné-Park
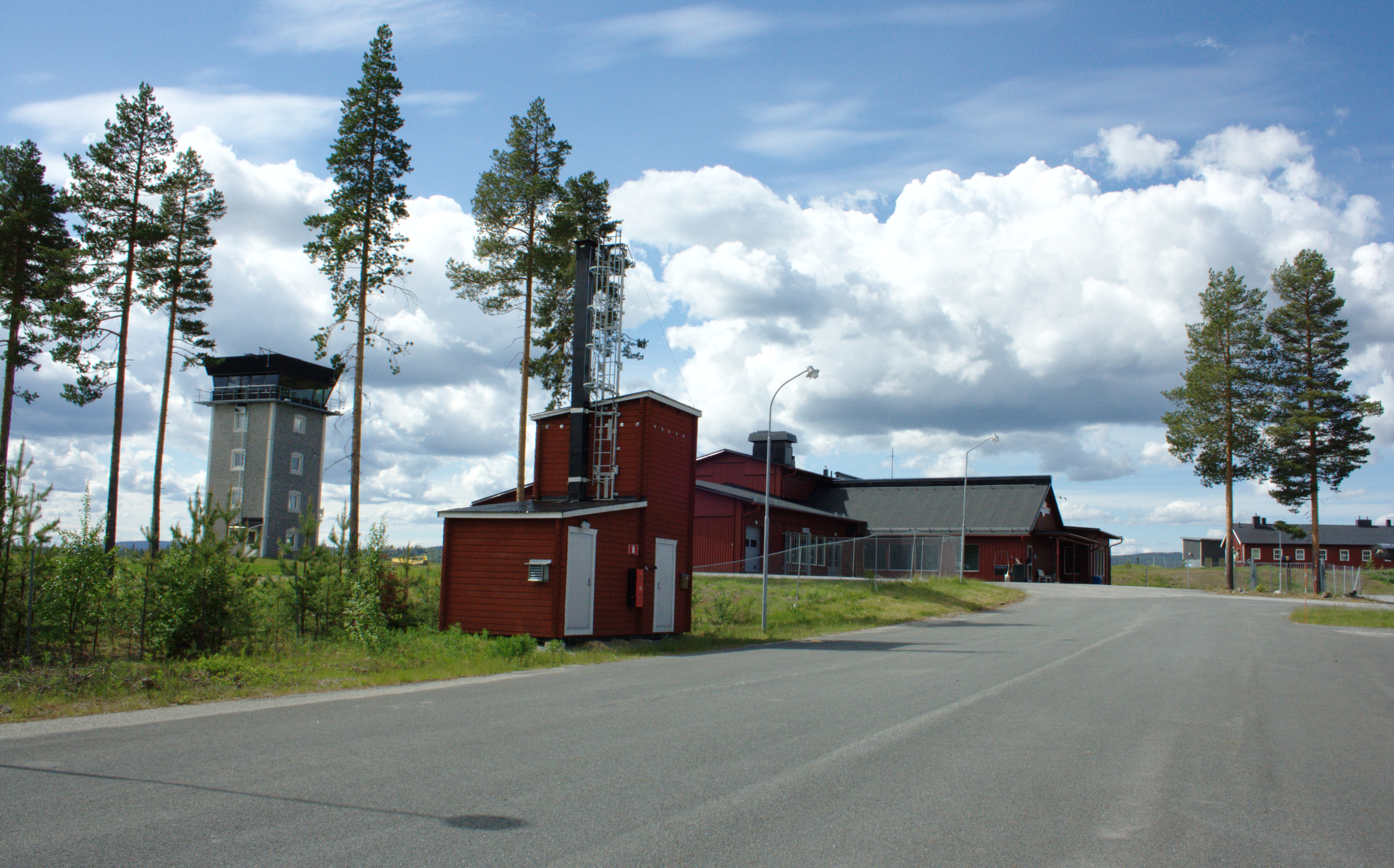
Flugplatz